# 狄摩語
狄摩語（Dhimal）屬於藏緬語族，使用於尼泊尔及印度地區。狄摩語有東部及西部兩種方言，方言區分是以尼泊爾梅吉專區查巴县坎開河為區分中線。

## 分佈
依據民族語調查報告，狄摩語流通於尼泊爾下列地區。
- 梅吉專區: 查巴县（24個村莊）
- 戈西專區: 莫蘭縣（英语：Morang District）及森沙力縣（英语：Sunsari District）（51個村莊）

## 外部連結
- Dhimal of Nepal Ethnic People Profile